# Amblygobius nocturnus
Amblygobius nocturnus är en fiskart som först beskrevs av Herre, 1945.  Amblygobius nocturnus ingår i släktet Amblygobius och familjen smörbultsfiskar. Inga underarter finns listade i Catalogue of Life.